# 1867年成文法編正法令
《1867年成文法編正法令》（英語：Statute Law Revision Act 1867；30 & 31 Vict c 59）是英國國會的一項法令。
該法令旨在促進法規編正版的準備工作。
截至2010年底，該法令在大不列顛仍部分生效。
該法令對成文法則的廢除（不論是針對整個聯合王國還是針對聯合王國的任何部分）於1991年7月25日引伸適用於萌島。
根據《2007年成文法編正法令》第2(2)(a)條 （页面存档备份，存于）及附表1第4部，愛爾蘭共和國保留了該法令。
該法令附表由《1893年成文法編正法令》第1條及附表廢除。

## 外部連結
- A Collection of the Public General Statutes passed in the Thirtieth and Thirty-first Years of Her Majesty Queen Victoria. Printed by Eyre and Spottiswoode, Printers to the Queen. London. 1867. Pages 374 to 460. Statute Law Revision Act 1867
- List of amendments and repeals in the Republic of Ireland from the Irish Statute Book （页面存档备份，存于）